# 메모리 런
메모리 런(Memory Run)은 미국에서 제작된 알란 A. 골드스타인 감독의 1995년 액션, SF, 스릴러 영화이다. 카렌 더피 등이 주연으로 출연하였고 앤디 에밀리오 등이 제작에 참여하였다.

## 출연

### 주연
- 카렌 더피
- 사울 루비넥
- 매트 맥코이

### 조연
- 린 코맥
- 토리 히긴슨
- 베리 모스
- 크리스 메이크피스

## 제작진
- 미술: 이안 홀
- 배역: 앤 스켓츨리